# توشیکی ماسودا
توشیکی ماسودا (انگلیسی: Toshiki Masuda؛ زادهٔ ۸ مارس ۱۹۹۰) صداپیشه، بازیگر، و خواننده اهل ژاپن است. وی از سال ۲۰۰۹ میلادی تاکنون مشغول فعالیت بوده‌است.